# أوبيد فارغاس
أوبيد فارغاس (بالإنجليزية: Obed Vargas) هو لاعب كرة قدم أمريكي في مركز الوسط، ولد في 5 أغسطس 2005 في أنكوريج في الولايات المتحدة. لعب مع تاكوما ديفنس وسياتل ساوندرز.

## وصلات خارجية
- أوبيد فارغاس على موقع الدوري الأمريكي (الإنجليزية)
- أوبيد فارغاس على موقع قاعدة بيانات كرة القدم.إي يو (الإنجليزية)
- أوبيد فارغاس على موقع Soccerbase.com (لاعب) (الإنجليزية)
- أوبيد فارغاس على موقع Soccerway.com (الإنجليزية)
- أوبيد فارغاس على موقع عالم كرة القدم.نت (الإنجليزية)